# NGC 2800
NGC 2800 este o galaxie eliptică situată în constelația Ursa Mare. A fost descoperită în 17 martie 1790 de către William Herschel.